# Pole (Botswana)
Pole – wieś w Botswanie w dystrykcie North East. Według spisu ludności z 2011 roku wieś liczyła 288 mieszkańców.